# Hólskerling
Hólskerling är ett berg i republiken Island. Det ligger i regionen Norðurland eystra, 300 km nordost om huvudstaden Reykjavík. Toppen på Hólskerling är 801 meter över havet, eller 235 meter över den omgivande terrängen. Bredden vid basen är 2,8 km.
Trakten runt Hólskerling är nära nog obefolkad, med mindre än två invånare per kvadratkilometer. Trakten runt Hólskerling består i huvudsak av gräsmarker.